# Круглевич Ілля Якович
Круглевич Ілля Якович, або Нейман Ілля Якович (30 травня 1890, Миколаїв — 16 липня 1959, Одеса) — караїмський вчений XX століття, юрист, викладач у середній і вищій школі; кримський краєзнавець, співробітник Державного палацу-музею тюркської культури в Бахчисараї. На початку 1920 року — служив старшим газзаном у Феодосії.

## Біографія
Народившись в Миколаєві, Ілля Нейман проводив звичне для караїмської дитини життя: перебував під домашнім доглядом матері та призвичаювався до караїмського побуту. Потім, як і більшість караїмських дітей, він почав ходити до Одеської кенаси: і на проповіді й до початкової школи мідраш (яку караїми, зазвичай, організовували в приміщені кенаси). Ймовірно, що багатий та впливовий батько міг ще додатково зайняти сина навчанням, запрошуючи меламедів, на приватні уроки після яких, його як здібного учня запросили до Олександрійського караїмського духовного училища, що в Євпаторії.
В 1909 році закінчив Олександрійське караїмське духовне училище, і мав змогу поступити до інших світських навчальних закладів. Кількома роками пізніше він уже здавав іспити на атестат зрілості в Євпаторійській гімназії.
В часи Першої світової війни Ілля переїхав до Москви, де продовжив навчатися. У столиці Російської імперії він поступив на юридичний факультет Московського університету і закінчив його у 1915 році. В той же час він вирушив до Санкт-Петербургу, де і став слухачем Інституту сходознавства.
В часи революцій у Росії, Круглевич повернувся до Криму, поступив до Кримського державного педагогічного інституту на філологічний факультет, який він успішно закінчив. Паралельно він розпочав роботу над кандидатською дисертацією, яку пізніше захистив на кафедрі російської мови.
Крім того, він опікувався караїмською спільнотою в Криму: викладав у Олександрійському духовному училищі, виступав з доповідями і лекціями.
Своєю працею серед караїмів він здобув повагу та вплив, відтак з 1920 року по 1922 рр.. — став головним газзаном у Феодосії. У 1924 році Ілля Якович делегований від караїмської громади «КримОКО» на Акадамічну нараду Кримнаркомосвіти.
Основною сферою наукових інтересів І. Я. Неймана була порівняльна фонетика, граматика і лексикологія караїмських говорів. Наприкінці 1920-х рр.  І. Нейман підготував «Систематичний покажчик літератури про караїмів», який охоплював літературу на європейських і близькосхідних мовах з початку книгодрукування до кінця 1920-х рр. , планувалося його видання об'ємом від восьми до десяти друкованих аркушів. Ця робота вже значилася в видавничих планах 1930-х рр. , проте так і не була видана з причини розпочатої депортації народів з Криму та розгорнулися паралельно репресіями щодо істориків та етнографів Криму.
Весь бібліографічний матеріал у покажчику І. Неймана зберігається в особовому архівному фонді І. Неймана в Санкт-Петербурзькому філіалі Інституту сходознавства РАН

## Родина
Племінниця (донька сестри Якова Круглевича Віри) — Емілія Ісаківна Лебедєва (1924—2015), дослідниця й популяризаторка караїмської історії і культури'.